# Nawłoć pospolita
Nawłoć pospolita (Solidago virgaurea L.) – gatunek rośliny wieloletniej należący do rodziny astrowatych. Inne nazwy zwyczajowe (dawne i ludowe): polska mimoza, złota dziewica, złota rózga, złotnik, włoć, prosiana włoć, głowienki czerwone, urasz. Występuje w Europie i Azji. Jest pospolity w całej Polsce.

## Morfologia

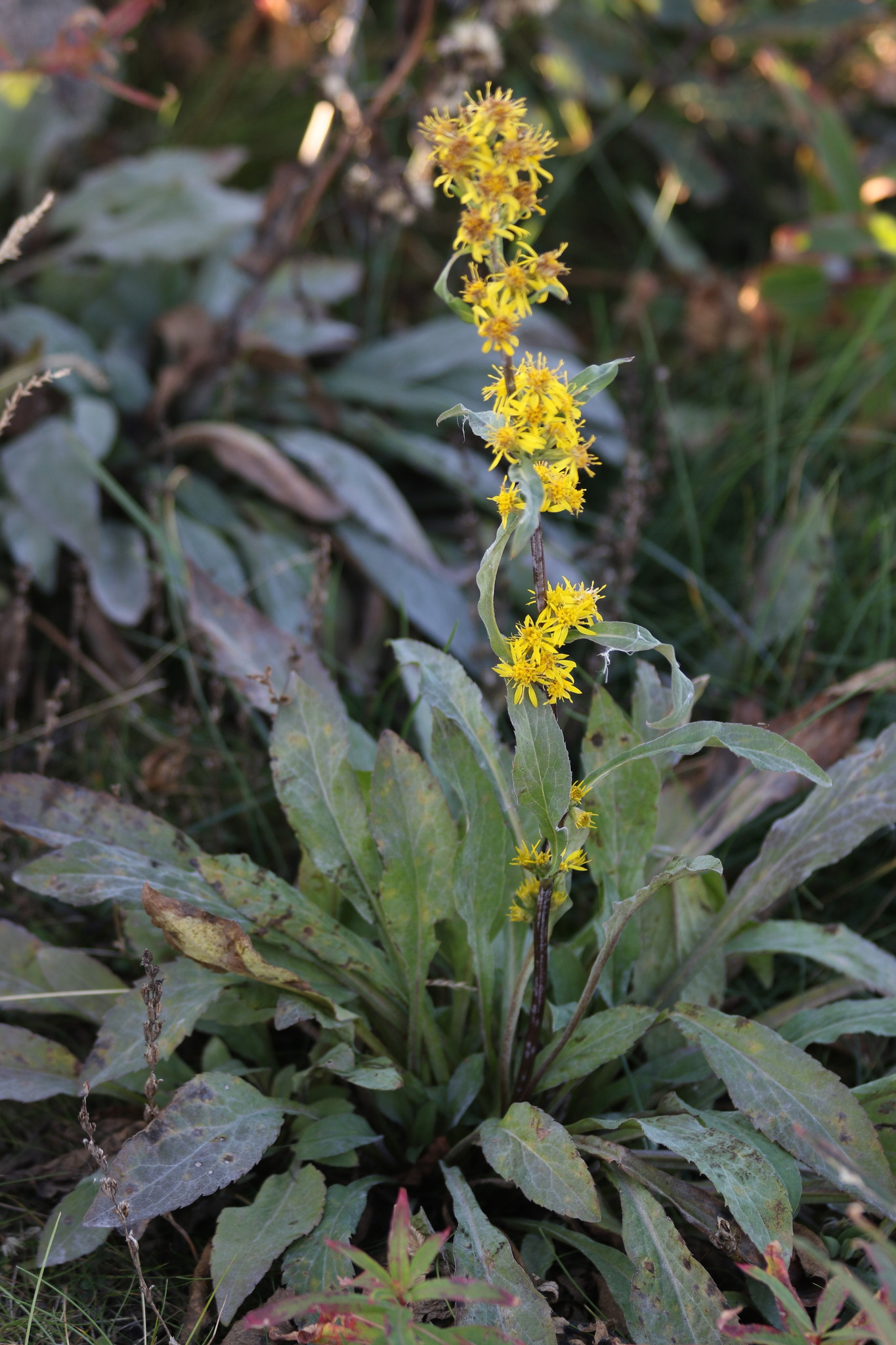
Pokrój

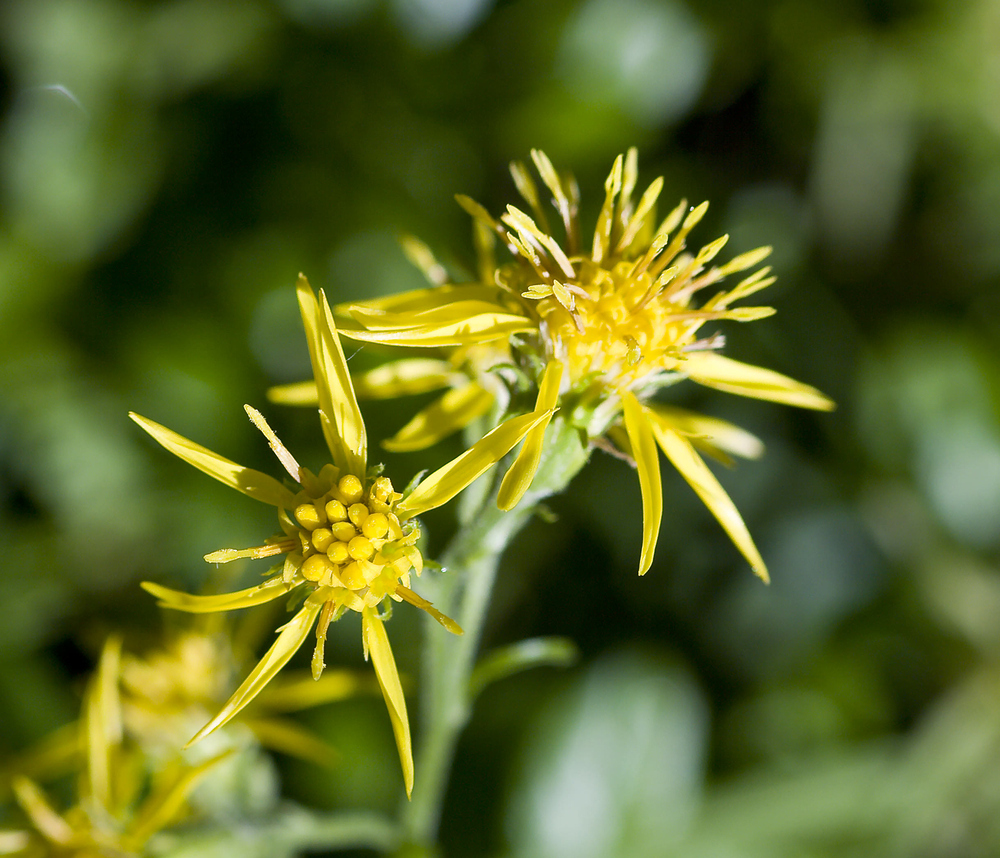
Koszyczki

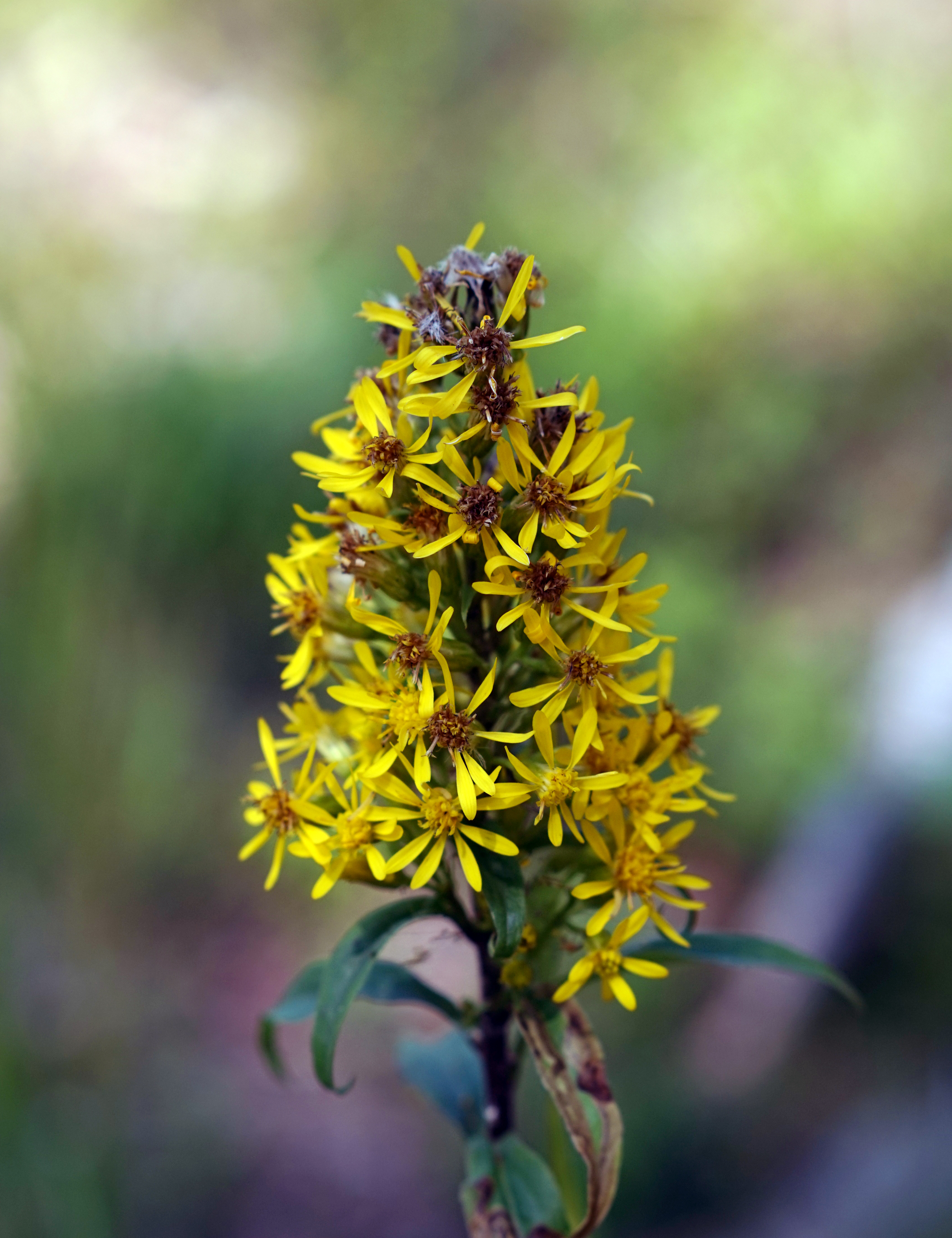
Kwiatostan

ŁodygaWysokość do 1 m wzniesiona, sztywna, pojedyncza. Wewnątrz jest pusta, na powierzchni ma czerwone wybarwienia. W dolnej części jest naga, górą owłosiona kilkukomórkowymi włoskami. Pod ziemią walcowate, ukośne kłącze.
LiścieOdziomkowe jajowate lub eliptyczne, zwężające się przy łodydze w oskrzydlony ogonek, brzegi tępo piłkowane. Liście na środku łodygi ogonkowe, w górnej części łodygi bezogonkowe, lancetowate z zaostrzonym końcem. Dolne liście z rzadka owłosione, lub prawie nagie.
KwiatyDrobne, żółte, zebrane w koszyczki (od 5 do 14 kwiatków w jednym koszyczku), a te w wiechowate kwiatostany na szczycie łodygi. Listki okrywy kwiatostanu szeroko obrzeżone, niejednakowe. Kwiaty przedprątne, zapylane przez motyle i muchówki. Brzeżne kwiaty języczkowe, żeńskie, znacznie dłuższe od listków okrywy koszyczka. Kwiaty środkowe są obupłciowe, rurkowe.
OwocSłabo żebrowane niełupki z puchem kielichowym o długości do 5 mm.

## Biologia i ekologia
Rośnie na polanach, w zaroślach i widnych lasach, na miedzach, suchych łąkach i wrzosowiskach. Roślina trująca: roślina szkodliwa dla bydła domowego – może powodować zatrucia, objawiające się gorączką, obrzękami i nadmiernym wydalaniem moczu. Kwitnie od lipca do września.
Tworzy mieszańce z nawłocią kanadyjską nazywane nawłocią Niederedera Solidago ×niederederi (Khek).

## Zmienność
W obrębie gatunku akceptowany jest współcześnie podział na 14 podgatunków:
- S. virgaurea subsp. armena (Grossh.) Greuter
- S. virgaurea subsp. caucasica (Kem.-Nath.) Greuter
- S. virgaurea subsp. centiflora (Velen.) Velen.
- S. virgaurea subsp. gigantea (Nakai) Kitam.
- S. virgaurea subsp. jailarum (Juz.) Tzvelev
- S. virgaurea subsp. kurilensis (Juz.) Vorosch.
- S. virgaurea subsp. lapponica (With.) Tzvelev
- S. virgaurea subsp. minuta (L.) Arcang. – nawłoć alpejska
- S. virgaurea subsp. pineticola Sennikov
- S. virgaurea subsp. rupicola (Rouy) Lambinon
- S. virgaurea subsp. talyschensis (Tzvelev) Sennikov
- S. virgaurea subsp. taurica (Juz.) Tzvelev
- S. virgaurea subsp. turfosa (Woronow ex Grossh.) Greuter
- S. virgaurea subsp. virgaurea – podgatunek nominatywny

## Zastosowanie
- Roślina miododajna
- Roślina lecznicza:
  - Surowiec zielarski: ziele (Herba Solidaginis) zawiera garbniki, kwasy organiczne, saponiny, olejki eteryczne oraz flawonoidy, wśród których najważniejsze to: rutyna i kwercetyna, kwasy wielofenolowe (m.in. kwas kawowy oraz kwas chlorogenowy)[9].
  - Działanie: moczopędne, ściągające, przeciwzapalne. Wewnętrznie jest stosowana przy stanach zapalnych dróg moczowych, kamicy nerkowej, skazie moczanowej, pomocniczo w chorobach reumatycznych, nadciśnieniu. Zewnętrznie przy trudno gojących się ranach i owrzodzeniach skóry, stanach zapalnych jamy ustnej i gardła[7].
  - Kąpiel z dodatkiem nawłoci działa korzystnie na zwiotczałą skórę i mięśnie[11].
  - Zbiór i suszenie: zbiera się górne części (ok. 25 cm) pędów w okresie kwitnienia, przy ładnej pogodzie i suszy w cieniu (najlepiej w suszarni)[7].
- W starożytności z liści i kwiatów wytwarzano żółty barwnik[7].
- Roślina ozdobna.
  - Bywa uprawiana w ogrodach jako roślina ozdobna. Nadaje się na rabaty[11]. Jest mało wymagająca pod względem warunków glebowych, odporna na suszę i mróz, ekspansywna. Wyhodowano również odmiany ozdobne, np. Tara o bardzo drobnych kwiatach, jaskrawożółtych, gwiazdkowatych i zebranych w gęsty wiech, który przewyższa liście, blaszki liściowe jasnozielone, podłużne i wyraźnie żyłkowane[12].
  - Jest używana do bukietów i dekoracji kwiatowych[11]. Pędy z kwiatami można suszyć na bukiety zimowe.

## Nawiązania w kulturze
Nawłoć nazwana mimozą pojawia się w utworze  „Wspomnienie” Juliana Tuwima i skomponowanej do niego piosence Czesława Niemena – „Mimozami jesień się zaczyna, złotawa, krucha i miła…”.